# 清水寺 (岐阜県富加町)
清水寺（きよみずでら）は岐阜県加茂郡富加町加治田にある臨済宗妙心寺派の寺院。山号は白華山。

## 歴史
加治田城がある加治田山の山麓にある。
開山・開基と寺号が、全国で唯一、京都の音羽山清水寺と同じであり、歴史的な霊地として知られる古刹である。
寺所蔵の『白華山清水寺縁起』によれば、大同3年（808年）、京都東山の清水寺と同じく、延鎮が開山、坂上田村麻呂を開基として創建されたと伝わる。
伝承によれば、延鎮は行叡居士の行先を求めて東の方へ行き、美濃国に入ると東の山に光が見えてきた。光を目指して進むと加治田村に辿り着き、白華山で行叡居士と再会することができた。延鎮は、坂上田村麻呂に願い出て寺を創建した。
これが加治田白華山清水寺であるという。 創建の話などを見ても僧侶や修験者の行場として有名な霊地であったことが分かる。
加治田村の旧家で平井家の始祖である平井信正は京都の出身で朝廷に宮内卿として仕えていたが、戦国時代に戦乱を避けて美濃の斎藤道三のもとに寄寓した。道山の末子の斎藤利治が平井信正を賓客として加治田の清水寺へ迎え、軍術から和歌・連歌・蹴鞠等を利治や加治田衆に伝えたことにより、加治田文化は大いに栄えた。
元は真言宗に属したが、江戸時代半ばに臨済宗妙心寺派に改宗し、加治田村の龍福寺の末寺となった。
平成元年（1989年）春、庫裡を整理していたところ、破損した軸が見つかった。それに加治田の清水寺の成り立ちが記されていた。
加治田の人々が京都の出版社に依頼し出版した『扇の伝』には、江戸時代の終頃に白華山清水寺にて「菊合わせの会」が行われた様子が記されている。
本尊は成人の日のみ開帳され、人形供養も同時に実施している。寺を管理している総代に依頼すれば文化財を拝観することができる。

## 境内
清水寺へは県道から硯川と呼ばれる谷川に沿って上る。その参道の脇には厄除弘法や、疣取地蔵として知られる清水地蔵がある。
山門のすぐ前を流れる硯川に清水谷公園がある。流沿いに石段が続き、別世界に入るような霊地となっている。清水谷公園の一角には、加治田村の出身で明治から昭和初期の児童文学の発展に貢献した木村小舟の歌碑がある。
硯川を渡ると鎌倉時代の様式を取り入れた唐破風造りの優美な二階門が目に入る。岐阜県指定重要文化財の二天門である。四方を鎮め仏法を広める四天王の内の持国天と増長天の二天を祀っており、左右の火燈窓から礼拝ができる。左が持国天で右が増長天で、それぞれ邪鬼を踏んで立っている。二天門前には、加治田城本丸への登山道や、梨割山登山道の入口がある。清水寺入口に昔からある石が存在する。その石には清水寺の文字がかかれている。入口は狭く守りやすいのは、加治田城砦の地形の跡でもある。
門を出ると急な坂となり、谷の流れは右に変わる。この坂を尾西坂と言う。愛知県の尾西の信者によって登りやすく整備されたからである。周囲には老樹が茂っている。
少し登って行くと、左に高い勾配の急な石垣の一角が聳えている。右に弘法堂があり左に曲がると本堂前の平地に出る。寛文年間(1661～1673年)に再興された本堂である。そこには平安時代中期の作で本尊の十一面観世音菩薩坐像と坂上田村麻呂像が安置されている。
脇侍の地蔵菩薩立像は日切地蔵と呼ばれている。日を切って願をかけると、その日までに成就すると言われている。信者は、その日その日のことを聞き届けてくださる御利益のある有難い仏像だと言われて本尊以上に親しまれている。延命地蔵の多くは童子の姿であるのに対し面長な成人的な姿である。室町時代の作で岐阜県の重要文化財に指定されている。
本堂から右に目を向けると絶壁が聳え立ち、一条の滝があり白華山の滝と呼ばれている。京都音羽山清水寺にも「音羽山の滝」が流れているのと同じく、白華山清水寺にも白華山の滝が大岩より流れ、清水池をなし、清水寺公園を通り、加治田城下町へ絶える事ない水が豊かな城下町（宿場町）となっている。
その右脇に秋葉三尺坊の堂があり、狂俳の奉納額が何枚も掲げられている。
明治30年(1897年)10月、大野喜月が俳人の吾足斎の没後46年にあたり、清水寺境内に自然石を持って建てた吾足斎之碑がある。
境内の奥に坂道の林道があり、その脇には稲荷大明神が祭られている。
- 「春は花 秋は月かげ 清水の いつも絶えせぬ 滝の白糸」詠歌がある。
- 平井信正の碑がある。
- 中村敬一の頌徳碑がある。

## 管理・維持
- 加治田の地域住民が主体となって見回りと維持管理を行い、 龍福寺の僧も地域住民と同じく管理を行っている。
- 旧加治田村の加治田衆の子孫も現代まで管理・維持を交代で行っている。
- 富加町も歴史的価値を重視して保護を行っている。

## 文化財

### 重要文化財（国指定）
- 木造十一面観音坐像[5][6]

### 岐阜県指定重要文化財
- 二天門[7]
- 木造地蔵菩薩立像[8]

### 富加町指定文化財
- 毘沙門天[9]
- 木造持国天立像[9]
- 木造増長天立像[9]

## 交通・アクセス
- JR高山本線・美濃太田駅よりタクシーで10分。
- 東海北陸自動車道・関ICより20分。駐車場あり。普通車10台可。東海環状自動車道・富加関IC、美濃加茂ICより10分。